# Веселина Каналева
Веселина Каналева е българска музикантка, музикална педагожка, хорова диригентка и продуцентка, известна като създателка на групата „Веселина“ – студио, радио и телевизия.

## Биография
Родена е в Ямбол на 14 януари 1947 г.
Изминава творческия си път като талантлив музикант, музикален педагог, хоров диригент, създател и ръководител на много и различни музикални формации. Познавач и деец на българската народна музика и откривател на много млади музикални таланти. Животът ѝ е свързан с радиото и телевизията като музикален редактор в радио Пловдив, музикален продуцент, автор и водещ на музикални и телевизионни програми и филми в БНР и БНТ, като „Българските народни музикални инструменти“, „Звезди на ритъм в седем“ „Та чули ли сте, не сте ли“ и др.
Пионер в новото частно радиоразпръскване в България, като създава радио „Веселина“ – сред най-успешните национални радиовериги в България, която продава през 2006 г. Мениджър на софийската радиостанция „Практика FM“.
Веселина Каналева умира от инфаркт в Пловдив на 1 септември 2015 г.